# Елдред Тауншип (округ Монро, Пенсільванія)
Елдред Тауншип (англ. Eldred Township) — селище (англ. township) в США, в окрузі Монро штату Пенсільванія. Населення — 2596 осіб (2020).

### Клімат
| Клімат : Елдред Тауншип | Клімат : Елдред Тауншип | Клімат : Елдред Тауншип | Клімат : Елдред Тауншип | Клімат : Елдред Тауншип | Клімат : Елдред Тауншип | Клімат : Елдред Тауншип | Клімат : Елдред Тауншип | Клімат : Елдред Тауншип | Клімат : Елдред Тауншип | Клімат : Елдред Тауншип | Клімат : Елдред Тауншип | Клімат : Елдред Тауншип | Клімат : Елдред Тауншип |
| Показник                | Січ.                    | Лют.                    | Бер.                    | Квіт.                   | Трав.                   | Черв.                   | Лип.                    | Серп.                   | Вер.                    | Жовт.                   | Лист.                   | Груд.                   | Рік                     |
| Абсолютний максимум, °C | 19,5                    | 24,8                    | 29,1                    | 32,7                    | 33,7                    | 33,8                    | 37,4                    | 35,9                    | 34,4                    | 30,5                    | 25,2                    | 21,2                    | 37,4                    |
| Середній максимум, °C   | 2,1                     | 3,9                     | 8,6                     | 15,4                    | 21,4                    | 25,8                    | 28,3                    | 27,2                    | 23,4                    | 17,0                    | 10,7                    | 4,3                     | 15,7                    |
| Середня температура, °C | −2,9                    | −1,4                    | 2,9                     | 9,0                     | 14,7                    | 19,6                    | 22,1                    | 21,1                    | 17,1                    | 10,6                    | 5,3                     | −0,3                    | 9,8                     |
| Середній мінімум, °C    | −7,8                    | −6,8                    | −2,8                    | 2,6                     | 8,1                     | 13,2                    | 15,8                    | 14,9                    | 10,7                    | 4,2                     | 0,1                     | −4,9                    | 4,0                     |
| Абсолютний мінімум, °C  | −28,7                   | −22,4                   | −18,6                   | −10,2                   | −1,4                    | 2,1                     | 5,4                     | 2,8                     | −0,7                    | −7,2                    | −15                     | −21,2                   | −28,7                   |
| Норма опадів, мм        | 86                      | 73                      | 94                      | 103                     | 108                     | 121                     | 118                     | 105                     | 125                     | 114                     | 98                      | 102                     | 1247                    |
| Вологість повітря, %    | 70.2                    | 66.2                    | 61.5                    | 59.9                    | 63.8                    | 71.1                    | 71.0                    | 74.2                    | 74.6                    | 72.0                    | 71.3                    | 71.9                    | 69.0                    |
| ----------------------- | ----------------------- | ----------------------- | ----------------------- | ----------------------- | ----------------------- | ----------------------- | ----------------------- | ----------------------- | ----------------------- | ----------------------- | ----------------------- | ----------------------- | ----------------------- |
| Джерело: PRISM          |                         |                         |                         |                         |                         |                         |                         |                         |                         |                         |                         |                         |                         |

## Демографія
Згідно з переписом 2010 року, у селищі мешкало 2910 осіб у 1105 домогосподарствах у складі 811 родини. Було 1251 помешкання
Расовий склад населення:
| - 94,0 % — білих - 3,1 % — чорних або афроамериканців - 0,3 % — азіатів |

До двох чи більше рас належало 2,0 %. Частка іспаномовних становила 2,9 % від усіх жителів.
За віковим діапазоном населення розподілялося таким чином: 20,8 % — особи молодші 18 років, 65,5 % — особи у віці 18—64 років, 13,7 % — особи у віці 65 років та старші. Медіана віку мешканця становила 43,8 року. На 100 осіб жіночої статі у селищі припадало 96,9 чоловіків;  на 100 жінок у віці від 18 років та старших — 98,0 чоловіків також старших 18 років.
Середній дохід на одне домашнє господарство  становив 72 419 доларів США (медіана — 61 589), а середній дохід на одну сім'ю — 79 399 доларів (медіана — 68 872). Медіана доходів становила 46 917 доларів для чоловіків та 38 224 долари для жінок. За межею бідності перебувало 8,0 % осіб, у тому числі 12,4 % дітей у віці до 18 років та 3,3 % осіб у віці 65 років та старших.
Цивільне працевлаштоване населення становило 1442 особи. Основні галузі зайнятості: освіта, охорона здоров'я та соціальна допомога — 20,5 %, роздрібна торгівля — 15,3 %, виробництво — 13,5 %, науковці, спеціалісти, менеджери — 12,5 %.